# Rue Cretet
La rue Cretet est une voie du 9e arrondissement de Paris, en France.

## Situation et accès
La rue Cretet est une voie publique située dans le 9e arrondissement de Paris. Elle débute au 5, rue Bochart-de-Saron et se termine au 8, rue Lallier.
Le quartier est desservi par la ligne 2 du métro à la station Anvers et par les lignes 2 et 12 à la station Pigalle.

## Origine du nom

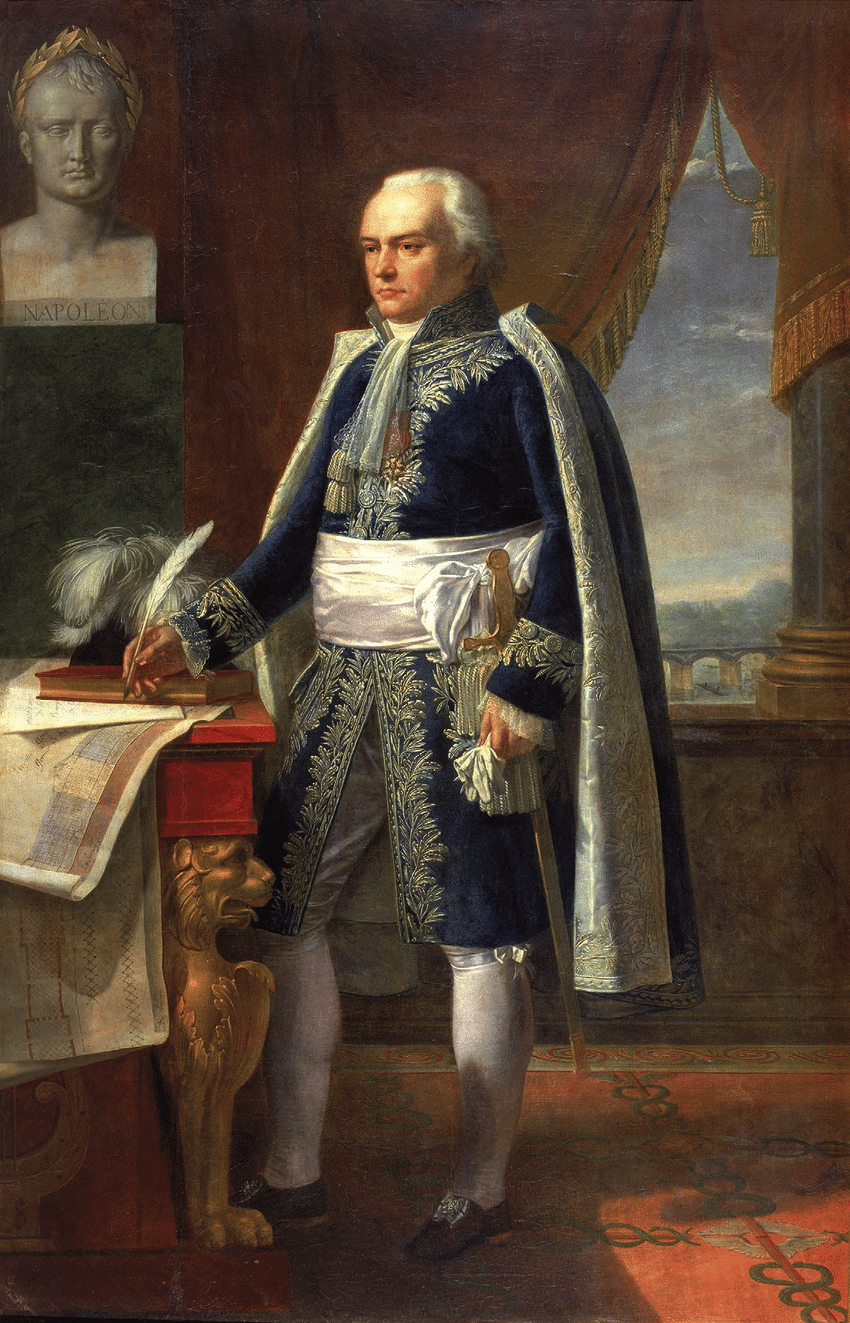
Emmanuel Cretet.

Elle porte le nom du ministre de l'Intérieur sous le Premier Empire, Emmanuel Crétet (10 février 1747 – 28 novembre 1809).

## Historique
Une décision ministérielle à la date du 29 mai 1821 a prescrit l'ouverture de cette rue sur une largeur de 12 mètres. Cette disposition a été confirmée par une ordonnance royale du 23 août 1833, mais il n'existait pas encore de constructions dans cette rue en 1855.
Elle fut modifiée, et la rue Jean-Baptiste-Say créée, lors de l'aliénation des terrains provenant des abattoirs de Montmartre le 20 juin 1858 :
« Napoléon, etc.,
sur le rapport de notre ministre secrétaire d’État au département de l'Intérieur ; 
la section de l'Intérieur, de l'Instruction publique et des Cultes de notre Conseil d’État entendue ; 
avons décrété et décrétons ce qui suit :
Article 1 : la ville de Paris (Seine), est autorisée à aliéner aux enchères publiques et par lots, sur les mises à prix fixées dans la délibération du Conseil municipal du 19 mars 1858, des terrains vagues d'une contenance de 6 775 m2, évalués 366 253,75 francs et situés entre l'avenue Trudaine, l'abattoir de Montmartre, le chemin de ronde de Rochechouart et la rue Beauregard. 
Le produit de cette aliénation sera versé à la caisse municipale. »

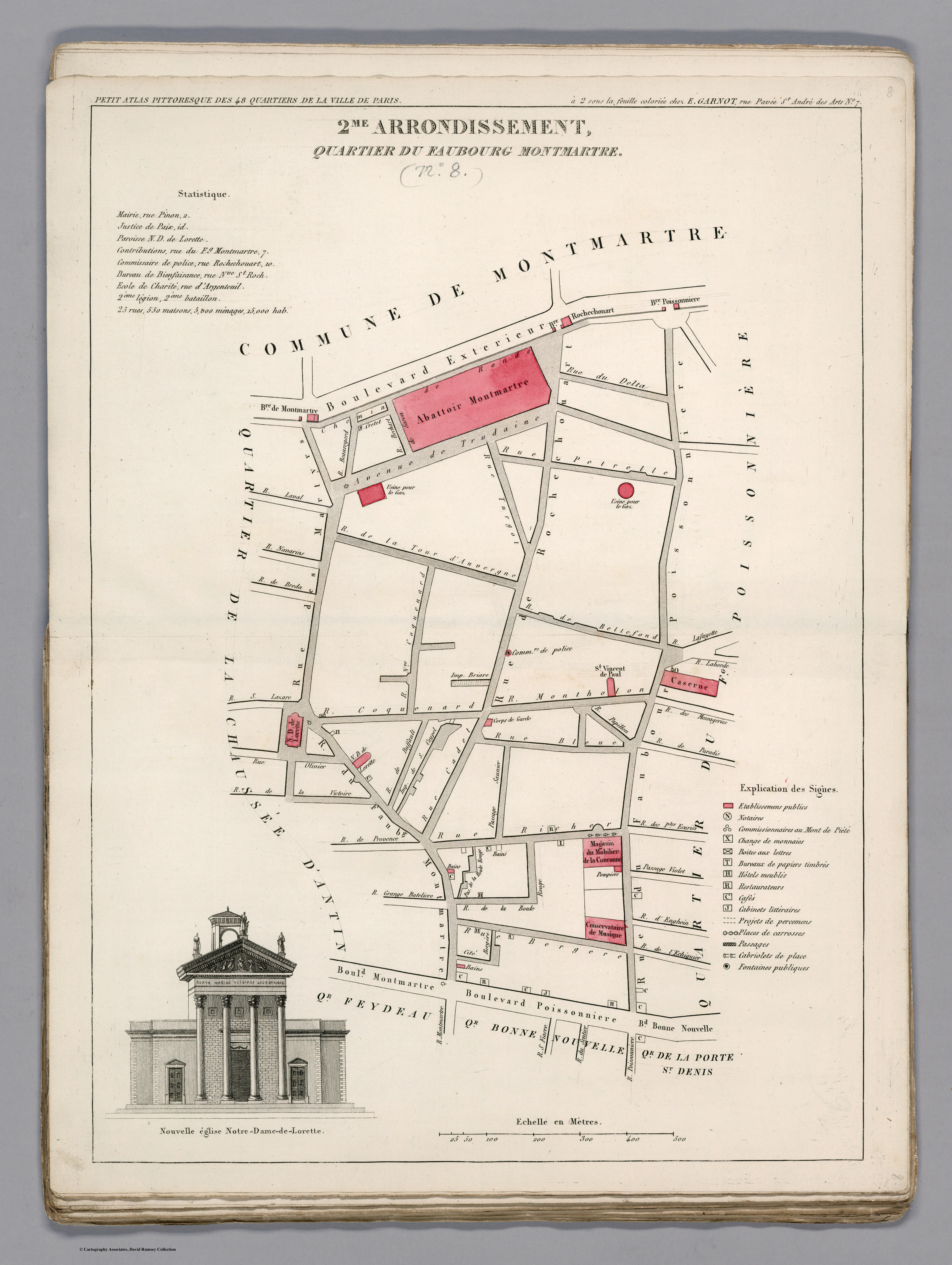
Plan du quartier du Faubourg Montmartre dans l'ancien 2e arrondissement en 1834.

## Bâtiments remarquables et lieux de mémoire
- Hortense Dury-Vasselon (1860 - 1924) et Marius Vasselon (1841 - 1924), peintres, eurent leur atelier au n° 2 jusqu'en 1924, année de leur mort[5].
- Claude Le Baube, peintre, est né au n° 2 en 1919[6].
- Le peintre Robert Savary a habité au no 2[7]